# Butibufene
Butibufene o acido 2-[4-(2-metilpropil)fenil]butanoico, è una molecola appartenente alla classe dei farmaci antinfiammatori non steroidei (FANS), derivata dall'acido propionico. Il farmaco è dotato di proprietà di tipo antinfiammatorio, analgesico, antipiretico e di antiaggregazione piastrinica. Nei primi studi sperimentali la sua attività antinfiammatoria era equivalente a quella dell'ibuprofene e del fenilbutazone. Fin dai primi studi sperimentali si evidenziò anche una sua marcata epatotossicità. Il farmaco fu commercializzato in Spagna con il nome di Butilopan dalla società farmaceutica Juste.

## Farmacodinamica
Butibufene è un inibitore della sintesi delle prostaglandine. L'inibizione avviene attraverso il blocco dell'enzima prostaglandina-endoperossido sintasi, noto anche come cicloossigenasi.

## Usi clinici
Il farmaco venne studiato per essere proposto in reumatologia per il trattamento della artrite reumatoide, della spondilite anchilosante, delle osteoartriti e più in generale come analgesico in altre patologie dolorose artrosiche.

## Effetti collaterali ed indesiderati
Butibufene negli studi sperimentali ha evidenziato una marcata epatotossicità. In uno studio del 1988 che lo raffrontava con ibuprofene e flurbiprofene il farmaco si dimostrò tra i tre quello decisamente più epatotossico, raggiungendo nel plasma le concentrazioni più elevate ma nel contempo mostrando il minor indice terapeutico, cioè la minore distanza tra la dose di farmaco necessaria per avere l'effetto farmacologico e la dose di farmaco che provoca un effetto tossico.